# 李薰山
李薰山（1922年—2005年），中國共產黨黨員，新竹客家人，日治新竹州新竹郡竹北人，楊梅公學校、新竹中學校畢業，1941年入台北帝大預科，台北帝大工學部，1946年台大工學院化學系第一屆畢業生，1944年時借禁書給李蒼降，擔任蘆洲公學校教師的李蒼降遭同事檢舉入獄，1947年二二八事件後參與成立新民主同志會，1947年透過竹中同學劉沼光介紹加入中國共產黨，1948年新民主同志會改組由徐懋德領導併入省工委台北市工委，於1948年10月遭到逮捕。

## 簡介

### 反日青年
李薰山，日治新竹州新竹郡竹北人，楊梅公學校畢業，1935年考入新竹中學校，新竹中學就讀期間目睹日本學生欺負台灣學生，反日思想萌芽，1941年考入台北帝大預科，基於民族情感，開始關心祖國大陸的事情，時常到川端町舊書店買些禁書閱讀，後汪精衛政府與台大預科交換學生，學生宿舍興亞寮成為許多想了解中國情況的台灣學生聚集地，1942年李薰山在興亞寮認識台北二中學生雷燦南與李蒼降，當時李薰山因知道雷燦南與李蒼降都愛看抗日書刊，因此從帝大圖書館偷出一本重慶版蕭乾曾編輯的《清算日本》閱讀，後介紹給雷燦南與李蒼降看，結果李蒼降私下在蘆洲公學校內閱讀，遭到擔任線民的同事檢舉而遭到日本當局逮捕，雷燦南遭日警嚴刑拷問導致精神崩潰，李蒼降則遭到判刑五年入獄，幸而當時當沒有供出李薰山，1943年李薰山考入台北帝大工學部，1945年日本戰敗，台北帝大改為台灣大學，1946年6月李薰山從台灣大學工學院畢業為台大工學院化學系第一屆畢業生，畢業後擔任台灣大學化工系助教。

### 加入共黨
1946年7月，李薰山應基隆中學校長鍾浩東邀請至基隆中學兼課，1947年後因交通因素辭退基隆中學教職，1947年二二八事件發生後，大量台籍菁英左傾，加上當時國府在中國戰事節節敗退，猶如風中殘燭，激起有志青年加入中共解放台灣的工作，當然也有少部分投機者認為國府不可能支撐超過1年，加以老台共如廖瑞發與回台後的蔡孝乾、張志忠本來在日治時期即與部分反日青年相結合，因此雙方至此快速激盪，在1947年之後，地下黨的組織快速膨脹。，二二八之後李薰山對國民政府感到失望，思想左傾，通過新竹中學同學劉沼光介紹加入中國共產黨，1947年8月李薰山在李蒼降回台期間與二中同學陳炳基及在泰北中學任教的林如堉、台大農經系學生李登輝成立了新民主同志會擔任中央委員，1947年7月李薰山於台北泰北中學兼課，1948年」，3月李登輝退出空缺由蔡瑞欽遞補，1948年8月新民主同志會後發展為中共地下組織「台灣人民解放同盟」由徐懋德主持，成為省工委台北市工委會之附屬組織，1948年底遭特務滲透破獲為最早遭破獲之台共組織，當時林如堉及李薰山均遭逮捕，陳炳基則潛逃回國，李登輝未被供出，然一說台大法學院葉城松案中記載其由奸匪李登輝介紹加入匪幫，顯見李登輝當時未遭逮捕，有出賣同志之嫌，但根據李登輝總統訪談錄資料顯示，其自新時間為1967年。

### 平反
2018年12月7日，促進轉型正義委員會促轉三字第1075300145A號函文，公告受難者黃藻儒君等1505人應予平復司法不法之刑事有罪判決暨其刑，其中(38)訴字第17號/(41)安潔字第3197號，有關李薰山共同預備意圖以非法之方法顛覆政府/匪諜案之有罪判決暨其刑之宣告/保安處分之宣告正式撤銷。